# Пала, Ензана Дмитриевна
Ензана Дмитриевна Пала (1939—2013) — тувинский государственный и общественно-политический деятель.

## Биография
Родилась 30 августа 1939 года в городе Кызыле в семье Дмитрия Тончуновича Пала и его жены — Полины Павловны. В семье росли пятеро детей: Вингер, Ензана, Аргина, Антон и Станислав. Её сестра Аргина стала известным медиком — заведующей отделением общей хирургии республиканского онкологического диспансера.
Среднее образование получила в кызылской школе № 3. Окончив в 1959 году Кызылское педагогическое училище, начала трудовую деятельность учителем начальных классов школы № 5 города Кызыла. В 1965 году окончила Красноярский педагогический институт (ныне Красноярский государственный педагогический университет), после чего преподавала иностранные языки в школах № 4 и № 14 столицы республики Тувы. Второе высшее образование получила, окончив Высшую партийную школу при ЦК КПСС в Москве (общественные науки).
Е. Д. Пала работала в партийных и советских государственных органах, была активистом пионерского и комсомольского движения в Туве, а также одной из первых организаторов студенческих строительных отрядов в республике.
Работала секретарём областного комитете ВЛКСМ и председателем Республиканской пионерской организации (под её руководством насчитывалось более 30 тысяч пионеров и шесть Домов пионеров), была ректором Университета марксизма-ленинизма при обкоме КПСС, директором Центра реабилитации детей-инвалидов. Участвовала во Всемирном фестивале молодёжи и студентов в Москве и в Международном фестивале «Дети Планеты» во всесоюзном пионерском лагере «Артек». Принимала участие в открытии городского, а затем Республиканского военизированного лагеря «Сын Полка» для несовершеннолетних и трудновоспитуемых детей.
Умерла 1 мая 2013 года в Кызыле.
Ветеран труда, была награждена медалями, знаками ЦК ВЛКСМ, почетными грамотами Президента Республики Тыва и мэра города Кызыла, почётной грамотой Министерства труда и социальной защиты Республики Тува и министерства кадровой политики Республики Тува, а также другими юбилейными медалями, знаками и грамотами. В 2005 году решением Кызылского городского Хурала представителей Ензане Дмитриевне Пала было присвоено звание «Почётный гражданин города Кызыла».

## Память
- Признавая заслуги Ензаны Пала, Глава Тувы Шолбан Кара-оол сказал:[5]

«Ее юность совпала с тем периодом в истории Тувы, когда жизнь на просторах древней земли в центре Азии стремительно обновлялась, меняя привычный уклад. Деятельным участником этого процесса являлась Ензана Дмитриевна, находившаяся в первых рядах строителей новой эпохи. Она — один из ярких представителей того поколения, трудом и энтузиазмом которого Тува шагнула далеко вперед по пути социально-экономического развития. Их веры в будущее и самоотверженности порою так не хватает сегодня нам».

- На доме, где жила Ензана Дмитриевна Пала, будет установлена памятная доска.[5]
- В 2004 году в Национальном музее Тувы прошла выставка, посвященная партийному и общественному деятелю Ензане Пала.[6]